# Spilosoma screabile
Spilosoma screabile là một loài bướm đêm thuộc phân họ Arctiinae, họ Erebidae.